# アマツヤ
アマツヤは、ユダ王国の第9代の王である。名はヘブライ語で「𐤉𐤄𐤅𐤄(ヤハウェ)が動かす」という意味である。

## 生涯
ヨアシュの息子として生まれた。25歳で王になり、29年間治めた。彼は父ヨアシュ王を殺害した家来を処刑したが、モーセの律法の規定に従い、彼らの子供たちの命は助けた。
エドムを攻撃する時に北イスラエルの軍勢を雇ったが、預言者の助言に従い自国に帰した。戦いに勝利した後、敵の偶像を持ち帰り拝んだ。このことを預言者が警告したが、耳を傾けなかった。そのため神の怒りを買い、イスラエルの王ヨアシュに侵略された。そして、ベテ・シェメシュの戦いで敗北し、アマツヤは捕虜になって神殿の多くの宝物をヨアシュに奪われた。
ユダの指導者たちはアマツヤの子ウジヤを立て、紀元前791年以降はアマツヤとウジヤが共同統治を行った。
紀元前790年あるいは紀元前781年に、エルサレムのダビデの王位に復位した。しかし、その後エルサレムの人々が彼に反乱を起こし、アマツヤはラキシュに逃亡した。そして、追っ手の暗殺者によって殺害された。